# Mật vụ Kingsman
Kingsman: The Secret Service là một bộ phim hành động điệp viên của Anh năm 2015 do Matthew Vaughn đạo diễn, dựa trên cuốn truyện tranh The Secret Service do Dave Gibbons và Mark Millar tạo ra. Kịch bản phim do Vaughn và Jane Goldman viết. Phim xoay quanh câu chuyện đào tạo và tuyển dụng của chàng thanh niên Gary "Eggsy" Unwin (Taron Egerton) vào một tổ chức gián điệp bí mật. Eggsy tham gia một nhiệm vụ để giải quyết mối đe dọa toàn cầu từ Richmond Valentine (Samuel L. Jackson), một tên nhà giàu hoang tưởng. Phim còn có sự góp mặt của những ngôi sao màn bạc Colin Firth, Mark Strong và Michael Caine.

## Nội dung phim
Trong một nhiệm vụ ở Trung Đông năm 1997, điệp viên tập sự Lee Unwin đã hy sinh để bảo vệ các cấp trên của mình, Harry Hart tự trách mình, quay trở lại London để tặng góa phụ Lee, Michelle và con trai nhỏ Gary "Eggsy" một huy chương có khắc số điện thoại hỗ trợ khẩn cấp.
Mười bảy năm sau, Eggsy đã trở thành một thanh niên ngỗ nghịch, đã rời bỏ Thủy quân lục chiến Hoàng gia mặc dù thông minh và có năng khiếu thể dục dụng cụ và parkour. Sau khi bị bắt vì trộm xe, Eggsy gọi số máy trên chiếc huy chương để tìm trợ giúp. Harry Hart đến bảo lãnh và giải thích rằng ông ta là thành viên của Kingsman, một dịch vụ tình báo tư nhân được thành lập bởi một cá nhân thuộc giới thượng lưu Anh, người đã mất người-thừa-kế trong Thế chiến I và quyết định bỏ tiền của họ để bảo vệ thế giới; tổ chức được đặt tên cho tiệm may của họ. Hart, bí danh "Galahad", giải thích rằng có một vị trí bị trống, vì đặc vụ "Lancelot" đã bị sát thủ Gazelle giết chết trong khi cố gắng giải cứu giáo sư James Arnold khỏi những kẻ bắt cóc. Eggsy trở thành ứng cử viên của Hart. Các ứng cử viên khác bị loại qua các bài kiểm tra huấn luyện nguy hiểm do "Merlin" của bộ phận hỗ trợ kỹ thuật của Kingsman điều hành, cho đến khi chỉ còn Eggsy và Roxy, một ứng cử viên mà anh ta kết bạn. Eggsy bị đánh trượt vì từ chối hoàn thành bài kiểm tra cuối cùng - bắn chú chó con Pug mà anh đã nuôi trong quá trình huấn luyện (không biết rằng khẩu súng chứa đạn lép) - còn Roxy được được tuyển vào vị trí "Lancelot" mới.
Trong khi đó, Merlin phát hiện ra rằng Giáo sư Arnold đã trở lại làm việc như thể không có gì xảy ra. Hart cố gắng thẩm vấn ông ta, nhưng một con chip trong cổ giáo sư Arnold phát nổ, giết chết ông ta. Tín hiệu kích nổ được truy tìm đến một cơ sở thuộc sở hữu của chủ nhân của Gazelle, Richmond Valentine, một tỷ phú Internet và nhà từ thiện gần đây đã cung cấp cho tất cả mọi người trên thế giới thẻ SIM kèm dịch vụ Internet và di động miễn phí trọn đời. Hart, mạo danh một tỷ phú từ thiện, gặp mặt Valentine. Hart biết được mối liên hệ của Valentine với nhà thờ của một nhóm thù ghét ở Kentucky và đi đến đó. Eggsy và Merlin chứng kiến mọi chuyện thông qua chiếc kính có chức năng ghi hình mà Hart mang theo, khi Valentine kích hoạt các thẻ SIM, tín hiệu phát ra khiến giáo dân trở nên hung bạo. Kỹ năng điệp viên của Hart giúp anh ta thành người duy nhất sống sót trong vụ hỗn chiến. Khi ra bên ngoài nhà thờ, Valentine giải thích những gì đã xảy ra, và sau đó bắn thẳng vào mặt Hart.
Eggsy trở về trụ sở của Kingsman và thấy rằng Chester "Arthur" King, thủ lĩnh của Kingsman, có một vết sẹo trên cổ giống như của giáo sư Arnold. King tiết lộ rằng Valentine có kế hoạch truyền "sóng thần kinh" của mình trên toàn thế giới thông qua mạng lưới vệ tinh, kích động bạo lực để "loại bỏ" hầu hết loài người, giúp ngăn chặn nguy cơ tuyệt chủng do sự nóng lên toàn cầu. Chỉ những người Valentine đã chọn sẽ không bị ảnh hưởng. King cố lôi kéo nhưng bị Eggsy từ chối, lão cố đầu độc Eggsy nhưng bị cậu ta tráo hai li rượu và King tự đầu độc mình.
Eggsy, Merlin và Roxy lên đường ngăn chặn Valentine. Roxy sử dụng khinh khí cầu tầm cao để phá hủy một trong số các vệ tinh Valentine và phá vỡ mạng lưới, nhưng Valentine nhanh chóng tìm một cái thay thế từ một cá nhân (ám chỉ Elon Musk). Merlin đưa Eggsy đến căn cứ của Valentine, nơi anh ta hóa trang thành Chester King (Arthur). Eggsy được phát hiện bởi một ứng viên từng bị Kingsman loại, Charlie Hesketh, khiến cả Eggsy và Merlin bị dồn vào chân tường. Theo đề nghị của Eggsy, Merlin kích hoạt chế độ an toàn của chip được cấy ghép, giết chết hầu hết những người đã cấy chip, tạo nên một màn pháo hoa tuyệt đẹp. Valentine giận dữ kích hoạt tín hiệu và gây ra bạo lực trên toàn thế giới. Eggsy giết chết Gazelle và sử dụng một trong những đôi chân giả của cô để đâm Valentine và giết anh ta, ngăn chặn tín hiệu và chấm dứt mối đe dọa. Sau đó, anh ta đến ăn mừng và quan hệ vois Tilde, Công chúa Thụy Điển, người nằm trong số những người bị Valentine bắt cóc do không đồng ý với chính sách của hắn.
Sau khi trở thành đặc vụ mới "Galahad", Eggsy cung cấp cho mẹ và em gái cùng mẹ khác cha của mình, một ngôi nhà mới cách xa người cha dượng vũ phu của anh ta. Eggsy sau đó đánh ông ta chính xác theo cách mà Hart đối phó với một trong những tay sai của Dean trước đó.

## Diễn viên
- Taron Egerton..... Gary "Eggsy" Unwin (trưởng thành)
- Alex Nikolov..... Eggsy (lúc nhỏ)
- Colin Firth..... Harry Hart / Galahad
- Samuel L. Jackson.... Richmond Valentine
- Mark Strong..... Merlin
- Michael Caine... Chester King / Arthur
- Sophie Cookson..... Roxanne "Roxy" Morton
- Sofia Boutella..... Gazelle
- Samantha Womack.... Michelle Unwin, (mẹ Eggsy)
- Geoff Bell.... Dean (bố dượng Eggsy)
- Edward Holcroft..... Charles "Charlie" Hesketh
- Morgan Watkins..... Rottweiler (cháu của Geoff Bell)
- Tobi Bakare... Jamal, bạn Eggsy
- Theo Barklem-Biggs.... Ryan, bạn Eggsy
- Mark Hamill.... James Arnold
- Jack Davenport... Lancelot
- Hanna Alström.... Công chúa Thụy Điển Tilde

## Phát hành
Kingsman: The Secret Service ra mắt tại rạp chiếu marathon thường niên Butt-Numb-A-Thon ngày 13 tháng 12 năm 2014, và được công chiếu chính thức tại Vương quốc Anh ngày 29 tháng 1 năm 2015.

## Đón nhận
Phim nhận được nhiều đánh giá tích cực và thu về 414 triệu đô la Mỹ trên toàn cầu, trở thành bộ phim thương mại thành công nhất của Vaughn từ trước đến nay.
Phần tiếp theo được lên kế hoạch công chiếu ngày 16 tháng 6 năm 2017.